# 100
100 (C) var ett skottår som började en onsdag i den julianska kalendern.

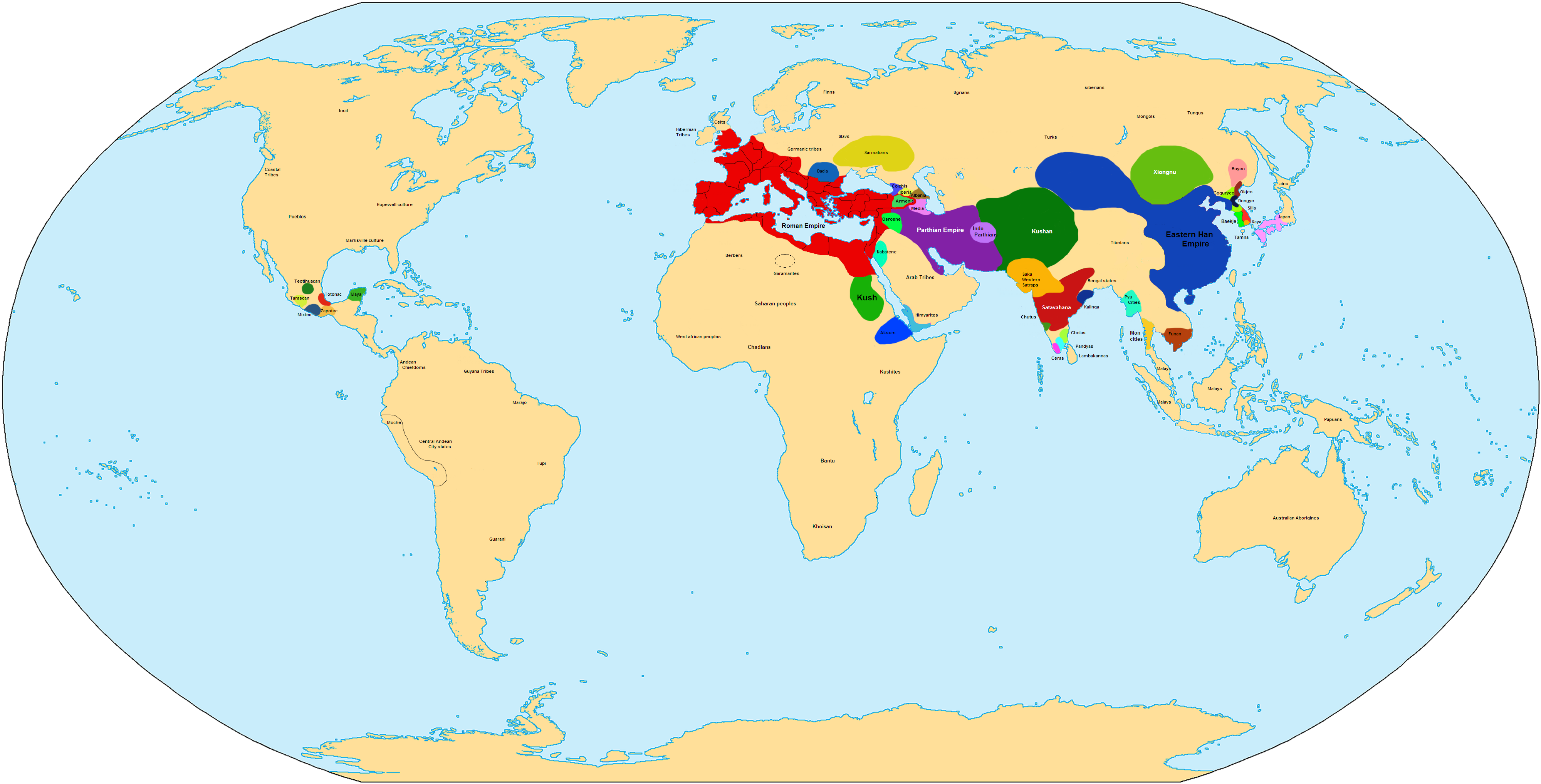
Världen år 100.
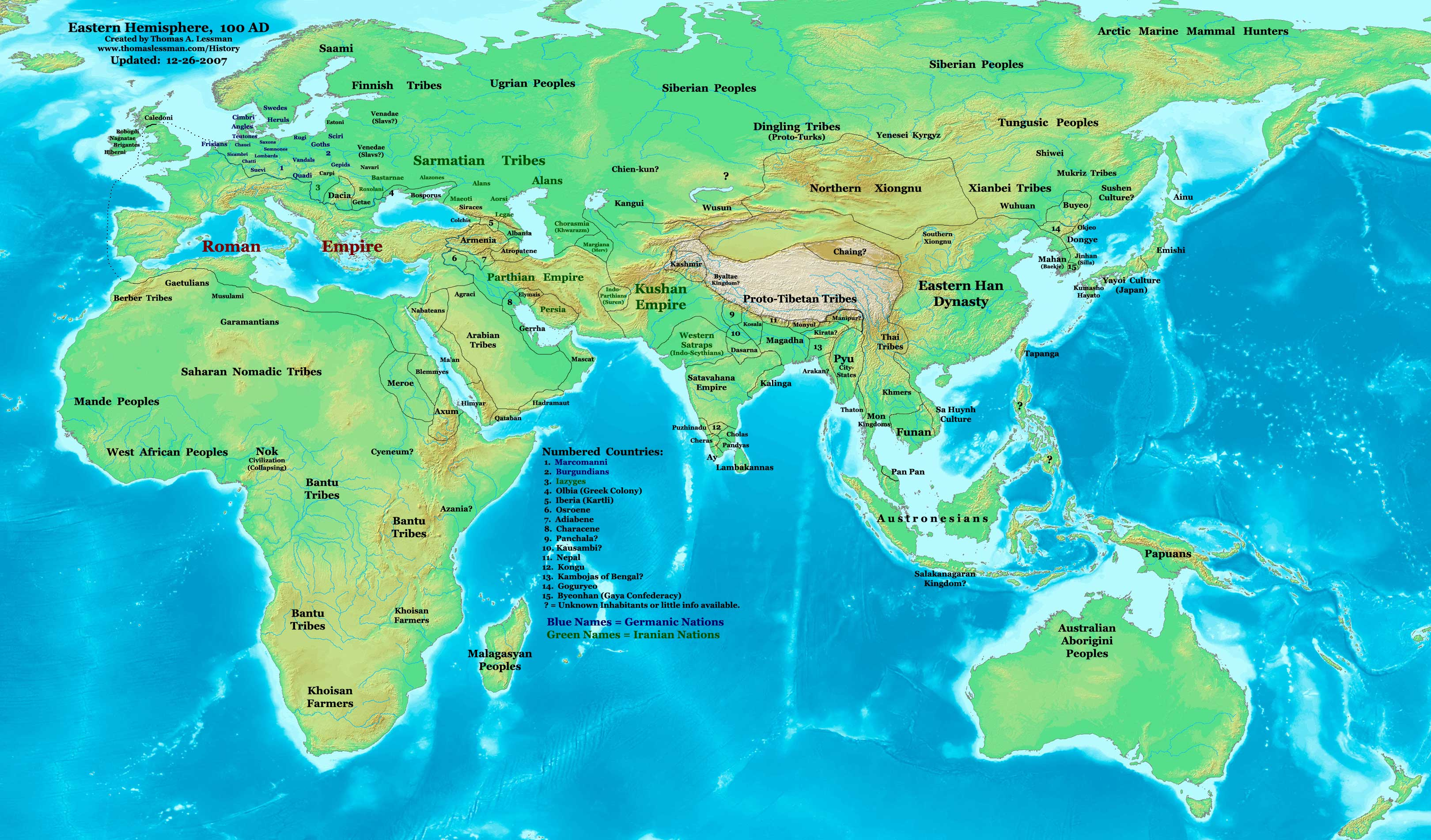
Gamla världen år 100.

## Händelser

### Okänt datum
- Staden Timgad grundas av kejsar Trajanus under namnet Colonia Marciana Traiana Thamugadi.
- Det romerska gränsvärnet limes mellan övre Donau och mellersta Rhen, som kejsar Domitianus har låtit påbörja, fullbordas av Trajanus (omkring detta år).
- Plinius d.y. blir konsul i Rom.
- Tiberius Avidius Quietus styre som guvernör över Britannien tar slut.
- Trajanus inleder en ny penningpolitik, som skall återupprätta Italiens forna ekonomiska överhöghet.
- Den romerska armén uppgår till 300 000 soldater.
- Sedan Clemens I har avlidit väljs Evaristus till påve (detta år eller 97, 98, 99 eller 101).
- Tegelstenar blir det viktigaste byggnadsmaterialet i imperiet.
- Lejon är utrotade i Europa senast vid denna tid.
- De första kristna dogmerna och formuleringarna angående moral fastställs.
- Pakores, den siste kungen av det Indo-partiska kungariket övertar tronen.
- Kungariket Himyarite erövras av Hadramauterna.
- Det fjärde buddhistiska konciliet hålls (omkring detta år).
- Sammanställningen av det erotiska verket Kama Sutra påbörjas i Indien.
- I Kina dyker skottkärran upp för första gången och papper börjar användas av allmänheten vid denna tid.
- Ett tempel till medicingudens ära byggs i kinesiska Anguo.
- Hopewellkulturen inleds i nuvarande Ohio i nuvarande USA (omkring detta år).
- Indianstaden Teotihuacan i nuvarande Mexiko når en befolkning på 50 000 invånare.
- Mochecivilizationen framträder och börjar bygga upp ett avancerat samhälle i nuvarande Peru.

## Födda
- Marcus Cornelius Fronto, romersk grammatiker, retoriker och talare (född omkring detta år)
- Justinus Martyren, kristen apologet (född omkring detta år)

## Avlidna
- Josefus, judisk historiker
- Agrippa II, kung av Judeen